# Tour de Pologne 2021
Tour de Pologne 2021 – 78. edycja wyścigu kolarskiego Tour de Pologne, która odbyła się w dniach 9 do 15 sierpnia 2021 na liczącej ponad 1140 kilometrów trasie składającej się z 7 etapów i biegnącej z Lublina do Krakowa. Impreza kategorii 2.UWT należała do cyklu UCI World Tour 2021.

## Etapy
Trasa wyścigu została oficjalnie zaprezentowana 20 maja 2021.
| Etap | Data   | Start – Meta                 | type                       | Dystans (km) | Suma wzniesień (m) | Zwycięzca etapu     | Lider        |
| ---- | ------ | ---------------------------- | -------------------------- | ------------ | ------------------ | ------------------- | ------------ |
| 1    | 9 sie  | Lublin – Chełm               | pagórkowaty                | 216,4        | 1522 m             | Phil Bauhaus        | Phil Bauhaus |
| 2    | 10 sie | Zamość – Przemyśl            | pagórkowaty                | 200,8        | 1591 m             | João Almeida        | João Almeida |
| 3    | 11 sie | Sanok – Rzeszów              | górzysty                   | 226,4        | 2625 m             | Fernando Gaviria    | João Almeida |
| 4    | 12 sie | Tarnów – Bukowina Tatrzańska | pagórkowaty                | 159,9        | 2567 m             | João Almeida        | João Almeida |
| 5    | 13 sie | Chochołów – Bielsko-Biała    | pagórkowaty                | 172,8        | 2530 m             | Nikias Arndt        | João Almeida |
| 6    | 14 sie | Katowice – Katowice          | jazda indywidualna na czas | 19,1         | 126 m              | Rémi Cavagna        | João Almeida |
| 7    | 15 sie | Zabrze – Kraków              | płaski                     | 145,1        | 889 m              | Julius van den Berg | João Almeida |

## Uczestnicy

### Drużyny
Oprócz 19 zespołów UCI WorldTeams prawo starto w wyścigu otrzymały również 3 inne drużyny. Organizatorzy przyznali dzikie karty reprezentacji Polski oraz dwóm zespołom dywizji UCI ProTeam – belgijskiej grupie Alpecin-Fenix oraz rosyjskiej Gazprom-RusVelo.
| WorldTeams (19)- AG2R Citroën Team - Astana-Premier Tech - Bahrain Victorious - Bora-Hansgrohe - Cofidis - Deceuninck-Quick Step - EF Education-Nippo - Groupama-FDJ - Ineos Grenadiers - Intermarché-Wanty-Gobert Matériaux - Israel Start-Up Nation - Jumbo-Visma - Lotto Soudal - Movistar Team - Team BikeExchange - Team DSM - Qhubeka NextHash - Trek-Segafredo - UAE Team Emirates ProTeams (2)- Alpecin-Fenix - Gazprom-RusVelo Reprezentacja- Polska |
| |

### Lista startowa
| Deceuninck-Quick Step DQT | Deceuninck-Quick Step DQT   | Deceuninck-Quick Step DQT |
| ------------------------- | --------------------------- | ------------------------- |
| Nr                        | Kolarz                      | Miejsce                   |
| 1                         | João Almeida (POR) (ITT)    | 1.                        |
| 2                         | Rémi Cavagna (FRA) (szosa)  | 34.                       |
| 3                         | Tim Declercq (BEL)          | 44.                       |
| 4                         | Ian Garrison (USA)          | 138.                      |
| 5                         | Álvaro Hodeg (COL)          | 127.                      |
| 6                         | Mikkel Frølich Honoré (DEN) | 5.                        |
| 7                         | Stijn Steels (BEL)          | 139.                      |

| AG2R Citroën Team ACT | AG2R Citroën Team ACT | AG2R Citroën Team ACT |
| --------------------- | --------------------- | --------------------- |
| Nr                    | Kolarz                | Miejsce               |
| 11                    | Tony Gallopin (FRA)   | 16.                   |
| 12                    | Clément Berthet (FRA) | 14.                   |
| 13                    | Anthony Jullien (FRA) | 132.                  |
| 14                    | Nans Peters (FRA)     | 70.                   |
| 15                    | Gijs Van Hoecke (BEL) | 72.                   |
| 16                    | Andrea Vendrame (ITA) | 39.                   |
| 17                    | Larry Warbasse (USA)  | 65.                   |

| Astana-Premier Tech APT | Astana-Premier Tech APT          | Astana-Premier Tech APT |
| ----------------------- | -------------------------------- | ----------------------- |
| Nr                      | Kolarz                           | Miejsce                 |
| 21                      | Manuele Boaro (ITA)              | 95.                     |
| 22                      | Jewgienij Fiodorow (KAZ) (szosa) | 112.                    |
| 23                      | Davide Martinelli (ITA)          | 130.                    |
| 24                      | Wadim Pronski (KAZ)              | 33.                     |
| 25                      | Matteo Sobrero (ITA) (ITT)       | 62.                     |
| 26                      | Nikita Stalnow (KAZ)             | 98.                     |
| 27                      | Jonas Gregaard (DEN)             | 24.                     |

| Bahrain Victorious TBV | Bahrain Victorious TBV      | Bahrain Victorious TBV |
| ---------------------- | --------------------------- | ---------------------- |
| Nr                     | Kolarz                      | Miejsce                |
| 31                     | Phil Bauhaus (GER)          | 88.                    |
| 32                     | Eros Capecchi (ITA)         | 109.                   |
| 33                     | Dylan Teuns (BEL)           | 8.                     |
| 34                     | Kevin Inkelaar (NED)        | 91.                    |
| 35                     | Heinrich Haussler (AUS)     | DNS-3                  |
| 36                     | Matej Mohorič (SLO) (szosa) | 2.                     |
| 37                     | Marcel Sieberg (GER)        | 140.                   |

| Bora-Hansgrohe BOH | Bora-Hansgrohe BOH        | Bora-Hansgrohe BOH |
| ------------------ | ------------------------- | ------------------ |
| Nr                 | Kolarz                    | Miejsce            |
| 41                 | Pascal Ackermann (GER)    | DNF-1              |
| 42                 | Giovanni Aleotti (ITA)    | 11.                |
| 43                 | Maciej Bodnar (POL) (ITT) | 56.                |
| 44                 | Marcus Burghardt (GER)    | DNF-1              |
| 45                 | Matteo Fabbro (ITA)       | DNS-4              |
| 46                 | Lukas Pöstlberger (AUT)   | 102.               |
| 47                 | Michael Schwarzmann (GER) | 93.                |

| Cofidis COF | Cofidis COF           | Cofidis COF |
| ----------- | --------------------- | ----------- |
| Nr          | Kolarz                | Miejsce     |
| 52          | Tom Bohli (SUI)       | 133.        |
| 53          | Attilio Viviani (ITA) | 82.         |
| 54          | Rubén Fernández (ESP) | 20.         |
| 55          | Fabio Sabatini (ITA)  | 129.        |
| 56          | Natnael Berhane (ERI) | 71.         |

| EF Education-Nippo EFN | EF Education-Nippo EFN    | EF Education-Nippo EFN |
| ---------------------- | ------------------------- | ---------------------- |
| Nr                     | Kolarz                    | Miejsce                |
| 61                     | Daniel Arroyave (COL)     | 101.                   |
| 62                     | Fumiyuki Beppu (JPN)      | 119.                   |
| 63                     | Julien El Fares (FRA)     | 59.                    |
| 64                     | Sebastian Langeveld (NED) | 111.                   |
| 65                     | Logan Owen (USA)          | 38.                    |
| 66                     | Thomas Scully (NZL)       | DNS-2                  |
| 67                     | Julius van den Berg (NED) | 124.                   |

| Groupama-FDJ GFC | Groupama-FDJ GFC       | Groupama-FDJ GFC |
| ---------------- | ---------------------- | ---------------- |
| Nr               | Kolarz                 | Miejsce          |
| 71               | William Bonnet (FRA)   | 136.             |
| 72               | Clément Davy (FRA)     | 122.             |
| 73               | Antoine Duchesne (CAN) | 75.              |
| 74               | Fabian Lienhard (SUI)  | 81.              |
| 75               | Romain Seigle (FRA)    | 18.              |
| 76               | Jake Stewart (GBR)     | 52.              |
| 77               | Attila Valter (HUN)    | 55.              |

| Ineos Grenadiers IGD | Ineos Grenadiers IGD     | Ineos Grenadiers IGD |
| -------------------- | ------------------------ | -------------------- |
| Nr                   | Kolarz                   | Miejsce              |
| 81                   | Andrey Amador (CRC)      | 77.                  |
| 82                   | Owain Doull (GBR)        | 69.                  |
| 83                   | Tao Geoghegan Hart (GBR) | 54.                  |
| 84                   | Michał Gołaś (POL)       | 106.                 |
| 85                   | Gianni Moscon (ITA)      | 120.                 |
| 86                   | Michał Kwiatkowski (POL) | 3.                   |
| 87                   | Luke Rowe (GBR)          | 92.                  |

| Intermarché-Wanty-Gobert Matériaux IWG | Intermarché-Wanty-Gobert Matériaux IWG | Intermarché-Wanty-Gobert Matériaux IWG |
| -------------------------------------- | -------------------------------------- | -------------------------------------- |
| Nr                                     | Kolarz                                 | Miejsce                                |
| 91                                     | Biniam Girmay (ERI)                    | 32.                                    |
| 92                                     | Quinten Hermans (BEL)                  | 17.                                    |
| 93                                     | Andrea Pasqualon (ITA)                 | 61.                                    |
| 94                                     | Lorenzo Rota (ITA)                     | 12.                                    |
| 95                                     | Taco van der Hoorn (NED)               | 128.                                   |
| 96                                     | Pieter Vanspeybrouck (BEL)             | 114.                                   |
| 97                                     | Georg Zimmermann (GER)                 | 35.                                    |

| Israel Start-Up Nation ISN | Israel Start-Up Nation ISN   | Israel Start-Up Nation ISN |
| -------------------------- | ---------------------------- | -------------------------- |
| Nr                         | Kolarz                       | Miejsce                    |
| 101                        | Patrick Bevin (NZL)          | DNS-2                      |
| 102                        | Jenthe Biermans (BEL)        | 36.                        |
| 103                        | Matthias Brändle (AUT) (ITT) | 123.                       |
| 104                        | Alessandro De Marchi (ITA)   | 51.                        |
| 105                        | Alexis Renard (FRA)          | 62.                        |
| 106                        | Hugo Hofstetter (FRA)        | 87.                        |
| 107                        | Norman Vahtra (EST)          | 134.                       |

| Jumbo-Visma TJV | Jumbo-Visma TJV              | Jumbo-Visma TJV |
| --------------- | ---------------------------- | --------------- |
| Nr              | Kolarz                       | Miejsce         |
| 111             | David Dekker (NED)           | 94.             |
| 112             | Pascal Eenkhoorn (NED)       | 10.             |
| 113             | Jos van Emden (NED)          | 99.             |
| 114             | George Bennett (NZL) (szosa) | 19.             |
| 115             | Christoph Pfingsten (GER)    | 47.             |
| 116             | Antwan Tolhoek (NED)         | DNS-4           |
| 117             | Olav Kooij (NED)             | 125.            |

| Movistar Team MOV | Movistar Team MOV         | Movistar Team MOV |
| ----------------- | ------------------------- | ----------------- |
| Nr                | Kolarz                    | Miejsce           |
| 121               | Jorge Arcas (ESP)         | 68.               |
| 122               | Dario Cataldo (ITA)       | 45.               |
| 123               | Iván García Cortina (ESP) | 96.               |
| 124               | Gabriel Cullaigh (GBR)    | 78.               |
| 125               | Matteo Jorgenson (USA)    | 113.              |
| 126               | Einer Rubio (COL)         | 23.               |
| 127               | Davide Villella (ITA)     | 28.               |

| BikeExchange BEX | BikeExchange BEX         | BikeExchange BEX |
| ---------------- | ------------------------ | ---------------- |
| Nr               | Kolarz                   | Miejsce          |
| 131              | Kaden Groves (AUS)       | DSQ-3            |
| 132              | Tanel Kangert (EST)      | 15.              |
| 133              | Alexander Konychev (ITA) | 89.              |
| 134              | Michael Hepburn (AUS)    | DNF-5            |
| 135              | Barnabás Peák (HUN)      | 58.              |
| 136              | Tsgabu Grmay (ETH)       | 40.              |
| 137              | Dion Smith (NZL)         | 13.              |

| Lotto-Soudal LTS | Lotto-Soudal LTS         | Lotto-Soudal LTS |
| ---------------- | ------------------------ | ---------------- |
| Nr               | Kolarz                   | Miejsce          |
| 141              | Filippo Conca (ITA)      | 48.              |
| 142              | Xandres Vervloesem (BEL) | 60.              |
| 144              | John Degenkolb (GER)     | 79.              |
| 145              | Kobe Goossens (BEL)      | 27.              |
| 146              | Tomasz Marczyński (POL)  | 83.              |
| 147              | Stefano Oldani (ITA)     | 25.              |
| 148              | Tim Wellens (BEL)        | 6.               |

| Team DSM DSM | Team DSM DSM         | Team DSM DSM |
| ------------ | -------------------- | ------------ |
| Nr           | Kolarz               | Miejsce      |
| 151          | Nikias Arndt (GER)   | 64.          |
| 152          | Romain Combaud (FRA) | 49.          |
| 153          | Jai Hindley (AUS)    | 7.           |
| 154          | Max Kanter (GER)     | 100.         |
| 155          | Niklas Märkl (GER)   | 103.         |
| 156          | Nicolas Roche (IRL)  | 37.          |
| 157          | Florian Stork (GER)  | 131.         |

| Qhubeka NextHash TQA | Qhubeka NextHash TQA    | Qhubeka NextHash TQA |
| -------------------- | ----------------------- | -------------------- |
| Nr                   | Kolarz                  | Miejsce              |
| 161                  | Carlos Barbero (ESP)    | 42.                  |
| 162                  | Sean Bennett (USA)      | 90.                  |
| 163                  | Simon Clarke (AUS)      | 85.                  |
| 164                  | Kilian Frankiny (SUI)   | DNF-1                |
| 165                  | Robert Power (AUS)      | 137.                 |
| 166                  | Max Walscheid (GER)     | 126.                 |
| 167                  | Łukasz Wiśniowski (POL) | 80.                  |

| Trek-Segafredo TFS | Trek-Segafredo TFS            | Trek-Segafredo TFS |
| ------------------ | ----------------------------- | ------------------ |
| Nr                 | Kolarz                        | Miejsce            |
| 171                | Amanuel Ghebreigzabhier (ERI) | 43.                |
| 172                | Emīls Liepiņš (LAT)           | 104.               |
| 173                | Ryan Mullen (IRL)             | 97.                |
| 174                | Charlie Quaterman (GBR)       | 118.               |
| 176                | Edward Theuns (BEL)           | 76.                |
| 177                | Antonio Tiberi (ITA)          | DNF-7              |

| UAE Team Emirates UAD | UAE Team Emirates UAD     | UAE Team Emirates UAD |
| --------------------- | ------------------------- | --------------------- |
| Nr                    | Kolarz                    | Miejsce               |
| 181                   | Mikkel Bjerg (DEN)        | 117.                  |
| 182                   | Alessandro Covi (ITA)     | 21.                   |
| 183                   | Fernando Gaviria (COL)    | 116.                  |
| 184                   | Marco Marcato (ITA)       | 108.                  |
| 185                   | Maximiliano Richeze (ARG) | 121.                  |
| 186                   | Oliviero Troia (ITA)      | 135.                  |
| 187                   | Diego Ulissi (ITA)        | 4.                    |

| Alpecin-Fenix AFC | Alpecin-Fenix AFC            | Alpecin-Fenix AFC |
| ----------------- | ---------------------------- | ----------------- |
| Nr                | Kolarz                       | Miejsce           |
| 191               | Ben Tulett (GBR)             | 9.                |
| 192               | Xandro Meurisse (BEL)        | 31.               |
| 193               | Jonas Rickaert (BEL)         | 50.               |
| 194               | Silvan Dillier (SUI) (szosa) | 30.               |
| 195               | Kristian Sbaragli (ITA)      | 29.               |
| 196               | Senne Leysen (BEL)           | 53.               |
| 197               | Lionel Taminiaux (BEL)       | 105.              |

| Gazprom-RusVelo GAZ | Gazprom-RusVelo GAZ       | Gazprom-RusVelo GAZ |
| ------------------- | ------------------------- | ------------------- |
| Nr                  | Kolarz                    | Miejsce             |
| 201                 | Ilnur Zakarin (RUS)       | 22.                 |
| 202                 | Dienis Niekrasow (RUS)    | 26.                 |
| 203                 | Artiom Nycz (RUS) (szosa) | 73.                 |
| 204                 | Pawieł Koczetkow (RUS)    | 84.                 |
| 205                 | Marco Canola (ITA)        | 66.                 |
| 206                 | Jewgienij Szałunow (RUS)  | 57.                 |
| 207                 | Igor Bojew (RUS)          | 110.                |

| Polska POL | Polska POL              | Polska POL |
| ---------- | ----------------------- | ---------- |
| Nr         | Kolarz                  | Miejsce    |
| 211        | Stanisław Aniołkowski   | 115.       |
| 212        | Piotr Brożyna           | 46.        |
| 213        | Michał Paluta           | 86.        |
| 214        | Filip Maciejuk          | 107.       |
| 215        | Łukasz Owsian           | 67.        |
| 216        | Maciej Paterski (szosa) | 41.        |
| 217        | Patryk Stosz            | 74.        |

| Deceuninck-Quick Step DQT | Deceuninck-Quick Step DQT   | Deceuninck-Quick Step DQT |
| ------------------------- | --------------------------- | ------------------------- |
| Nr                        | Kolarz                      | Miejsce                   |
| 1                         | João Almeida (POR) (ITT)    | 1.                        |
| 2                         | Rémi Cavagna (FRA) (szosa)  | 34.                       |
| 3                         | Tim Declercq (BEL)          | 44.                       |
| 4                         | Ian Garrison (USA)          | 138.                      |
| 5                         | Álvaro Hodeg (COL)          | 127.                      |
| 6                         | Mikkel Frølich Honoré (DEN) | 5.                        |
| 7                         | Stijn Steels (BEL)          | 139.                      |

| AG2R Citroën Team ACT | AG2R Citroën Team ACT | AG2R Citroën Team ACT |
| --------------------- | --------------------- | --------------------- |
| Nr                    | Kolarz                | Miejsce               |
| 11                    | Tony Gallopin (FRA)   | 16.                   |
| 12                    | Clément Berthet (FRA) | 14.                   |
| 13                    | Anthony Jullien (FRA) | 132.                  |
| 14                    | Nans Peters (FRA)     | 70.                   |
| 15                    | Gijs Van Hoecke (BEL) | 72.                   |
| 16                    | Andrea Vendrame (ITA) | 39.                   |
| 17                    | Larry Warbasse (USA)  | 65.                   |

| Astana-Premier Tech APT | Astana-Premier Tech APT          | Astana-Premier Tech APT |
| ----------------------- | -------------------------------- | ----------------------- |
| Nr                      | Kolarz                           | Miejsce                 |
| 21                      | Manuele Boaro (ITA)              | 95.                     |
| 22                      | Jewgienij Fiodorow (KAZ) (szosa) | 112.                    |
| 23                      | Davide Martinelli (ITA)          | 130.                    |
| 24                      | Wadim Pronski (KAZ)              | 33.                     |
| 25                      | Matteo Sobrero (ITA) (ITT)       | 62.                     |
| 26                      | Nikita Stalnow (KAZ)             | 98.                     |
| 27                      | Jonas Gregaard (DEN)             | 24.                     |

| Bahrain Victorious TBV | Bahrain Victorious TBV      | Bahrain Victorious TBV |
| ---------------------- | --------------------------- | ---------------------- |
| Nr                     | Kolarz                      | Miejsce                |
| 31                     | Phil Bauhaus (GER)          | 88.                    |
| 32                     | Eros Capecchi (ITA)         | 109.                   |
| 33                     | Dylan Teuns (BEL)           | 8.                     |
| 34                     | Kevin Inkelaar (NED)        | 91.                    |
| 35                     | Heinrich Haussler (AUS)     | DNS-3                  |
| 36                     | Matej Mohorič (SLO) (szosa) | 2.                     |
| 37                     | Marcel Sieberg (GER)        | 140.                   |

| Bora-Hansgrohe BOH | Bora-Hansgrohe BOH        | Bora-Hansgrohe BOH |
| ------------------ | ------------------------- | ------------------ |
| Nr                 | Kolarz                    | Miejsce            |
| 41                 | Pascal Ackermann (GER)    | DNF-1              |
| 42                 | Giovanni Aleotti (ITA)    | 11.                |
| 43                 | Maciej Bodnar (POL) (ITT) | 56.                |
| 44                 | Marcus Burghardt (GER)    | DNF-1              |
| 45                 | Matteo Fabbro (ITA)       | DNS-4              |
| 46                 | Lukas Pöstlberger (AUT)   | 102.               |
| 47                 | Michael Schwarzmann (GER) | 93.                |

| Cofidis COF | Cofidis COF           | Cofidis COF |
| ----------- | --------------------- | ----------- |
| Nr          | Kolarz                | Miejsce     |
| 52          | Tom Bohli (SUI)       | 133.        |
| 53          | Attilio Viviani (ITA) | 82.         |
| 54          | Rubén Fernández (ESP) | 20.         |
| 55          | Fabio Sabatini (ITA)  | 129.        |
| 56          | Natnael Berhane (ERI) | 71.         |

| EF Education-Nippo EFN | EF Education-Nippo EFN    | EF Education-Nippo EFN |
| ---------------------- | ------------------------- | ---------------------- |
| Nr                     | Kolarz                    | Miejsce                |
| 61                     | Daniel Arroyave (COL)     | 101.                   |
| 62                     | Fumiyuki Beppu (JPN)      | 119.                   |
| 63                     | Julien El Fares (FRA)     | 59.                    |
| 64                     | Sebastian Langeveld (NED) | 111.                   |
| 65                     | Logan Owen (USA)          | 38.                    |
| 66                     | Thomas Scully (NZL)       | DNS-2                  |
| 67                     | Julius van den Berg (NED) | 124.                   |

| Groupama-FDJ GFC | Groupama-FDJ GFC       | Groupama-FDJ GFC |
| ---------------- | ---------------------- | ---------------- |
| Nr               | Kolarz                 | Miejsce          |
| 71               | William Bonnet (FRA)   | 136.             |
| 72               | Clément Davy (FRA)     | 122.             |
| 73               | Antoine Duchesne (CAN) | 75.              |
| 74               | Fabian Lienhard (SUI)  | 81.              |
| 75               | Romain Seigle (FRA)    | 18.              |
| 76               | Jake Stewart (GBR)     | 52.              |
| 77               | Attila Valter (HUN)    | 55.              |

| Ineos Grenadiers IGD | Ineos Grenadiers IGD     | Ineos Grenadiers IGD |
| -------------------- | ------------------------ | -------------------- |
| Nr                   | Kolarz                   | Miejsce              |
| 81                   | Andrey Amador (CRC)      | 77.                  |
| 82                   | Owain Doull (GBR)        | 69.                  |
| 83                   | Tao Geoghegan Hart (GBR) | 54.                  |
| 84                   | Michał Gołaś (POL)       | 106.                 |
| 85                   | Gianni Moscon (ITA)      | 120.                 |
| 86                   | Michał Kwiatkowski (POL) | 3.                   |
| 87                   | Luke Rowe (GBR)          | 92.                  |

| Intermarché-Wanty-Gobert Matériaux IWG | Intermarché-Wanty-Gobert Matériaux IWG | Intermarché-Wanty-Gobert Matériaux IWG |
| -------------------------------------- | -------------------------------------- | -------------------------------------- |
| Nr                                     | Kolarz                                 | Miejsce                                |
| 91                                     | Biniam Girmay (ERI)                    | 32.                                    |
| 92                                     | Quinten Hermans (BEL)                  | 17.                                    |
| 93                                     | Andrea Pasqualon (ITA)                 | 61.                                    |
| 94                                     | Lorenzo Rota (ITA)                     | 12.                                    |
| 95                                     | Taco van der Hoorn (NED)               | 128.                                   |
| 96                                     | Pieter Vanspeybrouck (BEL)             | 114.                                   |
| 97                                     | Georg Zimmermann (GER)                 | 35.                                    |

| Israel Start-Up Nation ISN | Israel Start-Up Nation ISN   | Israel Start-Up Nation ISN |
| -------------------------- | ---------------------------- | -------------------------- |
| Nr                         | Kolarz                       | Miejsce                    |
| 101                        | Patrick Bevin (NZL)          | DNS-2                      |
| 102                        | Jenthe Biermans (BEL)        | 36.                        |
| 103                        | Matthias Brändle (AUT) (ITT) | 123.                       |
| 104                        | Alessandro De Marchi (ITA)   | 51.                        |
| 105                        | Alexis Renard (FRA)          | 62.                        |
| 106                        | Hugo Hofstetter (FRA)        | 87.                        |
| 107                        | Norman Vahtra (EST)          | 134.                       |

| Jumbo-Visma TJV | Jumbo-Visma TJV              | Jumbo-Visma TJV |
| --------------- | ---------------------------- | --------------- |
| Nr              | Kolarz                       | Miejsce         |
| 111             | David Dekker (NED)           | 94.             |
| 112             | Pascal Eenkhoorn (NED)       | 10.             |
| 113             | Jos van Emden (NED)          | 99.             |
| 114             | George Bennett (NZL) (szosa) | 19.             |
| 115             | Christoph Pfingsten (GER)    | 47.             |
| 116             | Antwan Tolhoek (NED)         | DNS-4           |
| 117             | Olav Kooij (NED)             | 125.            |

| Movistar Team MOV | Movistar Team MOV         | Movistar Team MOV |
| ----------------- | ------------------------- | ----------------- |
| Nr                | Kolarz                    | Miejsce           |
| 121               | Jorge Arcas (ESP)         | 68.               |
| 122               | Dario Cataldo (ITA)       | 45.               |
| 123               | Iván García Cortina (ESP) | 96.               |
| 124               | Gabriel Cullaigh (GBR)    | 78.               |
| 125               | Matteo Jorgenson (USA)    | 113.              |
| 126               | Einer Rubio (COL)         | 23.               |
| 127               | Davide Villella (ITA)     | 28.               |

| BikeExchange BEX | BikeExchange BEX         | BikeExchange BEX |
| ---------------- | ------------------------ | ---------------- |
| Nr               | Kolarz                   | Miejsce          |
| 131              | Kaden Groves (AUS)       | DSQ-3            |
| 132              | Tanel Kangert (EST)      | 15.              |
| 133              | Alexander Konychev (ITA) | 89.              |
| 134              | Michael Hepburn (AUS)    | DNF-5            |
| 135              | Barnabás Peák (HUN)      | 58.              |
| 136              | Tsgabu Grmay (ETH)       | 40.              |
| 137              | Dion Smith (NZL)         | 13.              |

| Lotto-Soudal LTS | Lotto-Soudal LTS         | Lotto-Soudal LTS |
| ---------------- | ------------------------ | ---------------- |
| Nr               | Kolarz                   | Miejsce          |
| 141              | Filippo Conca (ITA)      | 48.              |
| 142              | Xandres Vervloesem (BEL) | 60.              |
| 144              | John Degenkolb (GER)     | 79.              |
| 145              | Kobe Goossens (BEL)      | 27.              |
| 146              | Tomasz Marczyński (POL)  | 83.              |
| 147              | Stefano Oldani (ITA)     | 25.              |
| 148              | Tim Wellens (BEL)        | 6.               |

| Team DSM DSM | Team DSM DSM         | Team DSM DSM |
| ------------ | -------------------- | ------------ |
| Nr           | Kolarz               | Miejsce      |
| 151          | Nikias Arndt (GER)   | 64.          |
| 152          | Romain Combaud (FRA) | 49.          |
| 153          | Jai Hindley (AUS)    | 7.           |
| 154          | Max Kanter (GER)     | 100.         |
| 155          | Niklas Märkl (GER)   | 103.         |
| 156          | Nicolas Roche (IRL)  | 37.          |
| 157          | Florian Stork (GER)  | 131.         |

| Qhubeka NextHash TQA | Qhubeka NextHash TQA    | Qhubeka NextHash TQA |
| -------------------- | ----------------------- | -------------------- |
| Nr                   | Kolarz                  | Miejsce              |
| 161                  | Carlos Barbero (ESP)    | 42.                  |
| 162                  | Sean Bennett (USA)      | 90.                  |
| 163                  | Simon Clarke (AUS)      | 85.                  |
| 164                  | Kilian Frankiny (SUI)   | DNF-1                |
| 165                  | Robert Power (AUS)      | 137.                 |
| 166                  | Max Walscheid (GER)     | 126.                 |
| 167                  | Łukasz Wiśniowski (POL) | 80.                  |

| Trek-Segafredo TFS | Trek-Segafredo TFS            | Trek-Segafredo TFS |
| ------------------ | ----------------------------- | ------------------ |
| Nr                 | Kolarz                        | Miejsce            |
| 171                | Amanuel Ghebreigzabhier (ERI) | 43.                |
| 172                | Emīls Liepiņš (LAT)           | 104.               |
| 173                | Ryan Mullen (IRL)             | 97.                |
| 174                | Charlie Quaterman (GBR)       | 118.               |
| 176                | Edward Theuns (BEL)           | 76.                |
| 177                | Antonio Tiberi (ITA)          | DNF-7              |

| UAE Team Emirates UAD | UAE Team Emirates UAD     | UAE Team Emirates UAD |
| --------------------- | ------------------------- | --------------------- |
| Nr                    | Kolarz                    | Miejsce               |
| 181                   | Mikkel Bjerg (DEN)        | 117.                  |
| 182                   | Alessandro Covi (ITA)     | 21.                   |
| 183                   | Fernando Gaviria (COL)    | 116.                  |
| 184                   | Marco Marcato (ITA)       | 108.                  |
| 185                   | Maximiliano Richeze (ARG) | 121.                  |
| 186                   | Oliviero Troia (ITA)      | 135.                  |
| 187                   | Diego Ulissi (ITA)        | 4.                    |

| Alpecin-Fenix AFC | Alpecin-Fenix AFC            | Alpecin-Fenix AFC |
| ----------------- | ---------------------------- | ----------------- |
| Nr                | Kolarz                       | Miejsce           |
| 191               | Ben Tulett (GBR)             | 9.                |
| 192               | Xandro Meurisse (BEL)        | 31.               |
| 193               | Jonas Rickaert (BEL)         | 50.               |
| 194               | Silvan Dillier (SUI) (szosa) | 30.               |
| 195               | Kristian Sbaragli (ITA)      | 29.               |
| 196               | Senne Leysen (BEL)           | 53.               |
| 197               | Lionel Taminiaux (BEL)       | 105.              |

| Gazprom-RusVelo GAZ | Gazprom-RusVelo GAZ       | Gazprom-RusVelo GAZ |
| ------------------- | ------------------------- | ------------------- |
| Nr                  | Kolarz                    | Miejsce             |
| 201                 | Ilnur Zakarin (RUS)       | 22.                 |
| 202                 | Dienis Niekrasow (RUS)    | 26.                 |
| 203                 | Artiom Nycz (RUS) (szosa) | 73.                 |
| 204                 | Pawieł Koczetkow (RUS)    | 84.                 |
| 205                 | Marco Canola (ITA)        | 66.                 |
| 206                 | Jewgienij Szałunow (RUS)  | 57.                 |
| 207                 | Igor Bojew (RUS)          | 110.                |

| Polska POL | Polska POL              | Polska POL |
| ---------- | ----------------------- | ---------- |
| Nr         | Kolarz                  | Miejsce    |
| 211        | Stanisław Aniołkowski   | 115.       |
| 212        | Piotr Brożyna           | 46.        |
| 213        | Michał Paluta           | 86.        |
| 214        | Filip Maciejuk          | 107.       |
| 215        | Łukasz Owsian           | 67.        |
| 216        | Maciej Paterski (szosa) | 41.        |
| 217        | Patryk Stosz            | 74.        |

Legenda: DNF – nie ukończył etapu, OTL – przekroczył limit czasu, DNS – nie wystartował do etapu, DSQ – zdyskwalifikowany. Numer przy skrócie oznacza etap, na którym kolarz opuścił wyścig.

## Wyniki etapów

### Etap 1
| Lublin - Chełm | pagórkowaty | (216,4 km) |

| \| Klasyfikacja etapu \| Klasyfikacja etapu \| Klasyfikacja etapu \| Klasyfikacja etapu \| Klasyfikacja etapu \| \| Kolarz \| Kolarz \| Państwo \| Drużyna \| Czas \| \| ------------------ \| ------------------ \| ------------------ \| ---------------------------------- \| ------------------ \| \| 1. \| Phil Bauhaus \| Niemcy \| Bahrain Victorious \| 5h 01' 24" \| \| 2. \| Álvaro Hodeg \| Kolumbia \| Deceuninck-Quick Step \| + 0" \| \| 3. \| Hugo Hofstetter \| Francja \| Israel Start-Up Nation \| + 0" \| \| 4. \| Edward Theuns \| Belgia \| Trek-Segafredo \| + 0" \| \| 5. \| David Dekker \| Holandia \| Jumbo-Visma \| + 0" \| \| 6. \| Dion Smith \| Nowa Zelandia \| BikeExchange \| + 0" \| \| 7. \| Jonas Rickaert \| Belgia \| Alpecin-Fenix \| + 0" \| \| 8. \| Biniam Girmay \| Erytrea \| Intermarché-Wanty-Gobert Matériaux \| + 0" \| \| 9. \| Matej Mohorič \| Słowenia \| Bahrain Victorious \| + 0" \| \| 10. \| Michał Kwiatkowski \| Polska \| Ineos Grenadiers \| + 0" \| |                    |               |                                    |            |
| |                    |               |                                    |            |
| Źródło: ProCyclingStats |                    |               |                                    |            |
| Klasyfikacja etapu |                    |               |                                    |            |
| Kolarz | Kolarz             | Państwo       | Drużyna                            | Czas       |
| 1. | Phil Bauhaus       | Niemcy        | Bahrain Victorious                 | 5h 01' 24" |
| 2. | Álvaro Hodeg       | Kolumbia      | Deceuninck-Quick Step              | + 0"       |
| 3. | Hugo Hofstetter    | Francja       | Israel Start-Up Nation             | + 0"       |
| 4. | Edward Theuns      | Belgia        | Trek-Segafredo                     | + 0"       |
| 5. | David Dekker       | Holandia      | Jumbo-Visma                        | + 0"       |
| 6. | Dion Smith         | Nowa Zelandia | BikeExchange                       | + 0"       |
| 7. | Jonas Rickaert     | Belgia        | Alpecin-Fenix                      | + 0"       |
| 8. | Biniam Girmay      | Erytrea       | Intermarché-Wanty-Gobert Matériaux | + 0"       |
| 9. | Matej Mohorič      | Słowenia      | Bahrain Victorious                 | + 0"       |
| 10. | Michał Kwiatkowski | Polska        | Ineos Grenadiers                   | + 0"       |

| \| Klasyfikacja generalna \| Klasyfikacja generalna \| Klasyfikacja generalna \| Klasyfikacja generalna \| Klasyfikacja generalna \| \| Kolarz \| Kolarz \| Państwo \| Drużyna \| Czas \| \| ---------------------- \| ---------------------- \| ---------------------- \| ---------------------------------- \| ---------------------- \| \| 1. \| Phil Bauhaus \| Niemcy \| Bahrain Victorious \| 5h 01' 14" \| \| 2. \| Álvaro Hodeg \| Kolumbia \| Deceuninck-Quick Step \| + 4" \| \| 3. \| Hugo Hofstetter \| Francja \| Israel Start-Up Nation \| + 6" \| \| 4. \| Michał Kwiatkowski \| Polska \| Ineos Grenadiers \| + 7" \| \| 5. \| Matej Mohorič \| Słowenia \| Bahrain Victorious \| + 8" \| \| 6. \| Edward Theuns \| Belgia \| Trek-Segafredo \| + 10" \| \| 7. \| David Dekker \| Holandia \| Jumbo-Visma \| + 10" \| \| 8. \| Dion Smith \| Nowa Zelandia \| BikeExchange \| + 10" \| \| 9. \| Jonas Rickaert \| Belgia \| Alpecin-Fenix \| + 10" \| \| 10. \| Biniam Girmay \| Erytrea \| Intermarché-Wanty-Gobert Matériaux \| + 10" \| |                    |               |                                    |            |
| |                    |               |                                    |            |
| Źródło: ProCyclingStats |                    |               |                                    |            |
| Klasyfikacja generalna |                    |               |                                    |            |
| Kolarz | Kolarz             | Państwo       | Drużyna                            | Czas       |
| 1. | Phil Bauhaus       | Niemcy        | Bahrain Victorious                 | 5h 01' 14" |
| 2. | Álvaro Hodeg       | Kolumbia      | Deceuninck-Quick Step              | + 4"       |
| 3. | Hugo Hofstetter    | Francja       | Israel Start-Up Nation             | + 6"       |
| 4. | Michał Kwiatkowski | Polska        | Ineos Grenadiers                   | + 7"       |
| 5. | Matej Mohorič      | Słowenia      | Bahrain Victorious                 | + 8"       |
| 6. | Edward Theuns      | Belgia        | Trek-Segafredo                     | + 10"      |
| 7. | David Dekker       | Holandia      | Jumbo-Visma                        | + 10"      |
| 8. | Dion Smith         | Nowa Zelandia | BikeExchange                       | + 10"      |
| 9. | Jonas Rickaert     | Belgia        | Alpecin-Fenix                      | + 10"      |
| 10. | Biniam Girmay      | Erytrea       | Intermarché-Wanty-Gobert Matériaux | + 10"      |

### Etap 2
| Zamość - Przemyśl | pagórkowaty | (200,8 km) |

| \| Klasyfikacja etapu \| Klasyfikacja etapu \| Klasyfikacja etapu \| Klasyfikacja etapu \| Klasyfikacja etapu \| \| Kolarz \| Kolarz \| Państwo \| Drużyna \| Czas \| \| ------------------ \| --------------------- \| ------------------ \| ---------------------------------- \| ------------------ \| \| 1. \| João Almeida \| Portugalia \| Deceuninck-Quick Step \| 4h 41' 33" \| \| 2. \| Diego Ulissi \| Włochy \| UAE Team Emirates \| + 0" \| \| 3. \| Matej Mohorič \| Słowenia \| Bahrain Victorious \| + 0" \| \| 4. \| Michał Kwiatkowski \| Polska \| Ineos Grenadiers \| + 4" \| \| 5. \| Mikkel Frølich Honoré \| Dania \| Deceuninck-Quick Step \| + 8" \| \| 6. \| Lorenzo Rota \| Włochy \| Intermarché-Wanty-Gobert Matériaux \| + 12" \| \| 7. \| Jai Hindley \| Australia \| Team DSM \| + 12" \| \| 8. \| Giovanni Aleotti \| Włochy \| Bora-Hansgrohe \| + 12" \| \| 9. \| Dylan Teuns \| Belgia \| Bahrain Victorious \| + 12" \| \| 10. \| Tim Wellens \| Belgia \| Lotto-Soudal \| + 16" \| |                       |            |                                    |            |
| |                       |            |                                    |            |
| Źródło: ProCyclingStats |                       |            |                                    |            |
| Klasyfikacja etapu |                       |            |                                    |            |
| Kolarz | Kolarz                | Państwo    | Drużyna                            | Czas       |
| 1. | João Almeida          | Portugalia | Deceuninck-Quick Step              | 4h 41' 33" |
| 2. | Diego Ulissi          | Włochy     | UAE Team Emirates                  | + 0"       |
| 3. | Matej Mohorič         | Słowenia   | Bahrain Victorious                 | + 0"       |
| 4. | Michał Kwiatkowski    | Polska     | Ineos Grenadiers                   | + 4"       |
| 5. | Mikkel Frølich Honoré | Dania      | Deceuninck-Quick Step              | + 8"       |
| 6. | Lorenzo Rota          | Włochy     | Intermarché-Wanty-Gobert Matériaux | + 12"      |
| 7. | Jai Hindley           | Australia  | Team DSM                           | + 12"      |
| 8. | Giovanni Aleotti      | Włochy     | Bora-Hansgrohe                     | + 12"      |
| 9. | Dylan Teuns           | Belgia     | Bahrain Victorious                 | + 12"      |
| 10. | Tim Wellens           | Belgia     | Lotto-Soudal                       | + 16"      |

| \| Klasyfikacja generalna \| Klasyfikacja generalna \| Klasyfikacja generalna \| Klasyfikacja generalna \| Klasyfikacja generalna \| \| Kolarz \| Kolarz \| Państwo \| Drużyna \| Czas \| \| ---------------------- \| ---------------------- \| ---------------------- \| ---------------------------------- \| ---------------------- \| \| 1. \| João Almeida \| Portugalia \| Deceuninck-Quick Step \| 9h 42' 47" \| \| 2. \| Matej Mohorič \| Słowenia \| Bahrain Victorious \| + 4" \| \| 3. \| Diego Ulissi \| Włochy \| UAE Team Emirates \| + 4" \| \| 4. \| Michał Kwiatkowski \| Polska \| Ineos Grenadiers \| + 11" \| \| 5. \| Mikkel Frølich Honoré \| Dania \| Deceuninck-Quick Step \| + 18" \| \| 6. \| Dylan Teuns \| Belgia \| Bahrain Victorious \| + 22" \| \| 7. \| Lorenzo Rota \| Włochy \| Intermarché-Wanty-Gobert Matériaux \| + 22" \| \| 8. \| Jai Hindley \| Australia \| Team DSM \| + 22" \| \| 9. \| Giovanni Aleotti \| Włochy \| Bora-Hansgrohe \| + 22" \| \| 10. \| Tim Wellens \| Belgia \| Lotto-Soudal \| + 26" \| |                       |            |                                    |            |
| |                       |            |                                    |            |
| Źródło: ProCyclingStats |                       |            |                                    |            |
| Klasyfikacja generalna |                       |            |                                    |            |
| Kolarz | Kolarz                | Państwo    | Drużyna                            | Czas       |
| 1. | João Almeida          | Portugalia | Deceuninck-Quick Step              | 9h 42' 47" |
| 2. | Matej Mohorič         | Słowenia   | Bahrain Victorious                 | + 4"       |
| 3. | Diego Ulissi          | Włochy     | UAE Team Emirates                  | + 4"       |
| 4. | Michał Kwiatkowski    | Polska     | Ineos Grenadiers                   | + 11"      |
| 5. | Mikkel Frølich Honoré | Dania      | Deceuninck-Quick Step              | + 18"      |
| 6. | Dylan Teuns           | Belgia     | Bahrain Victorious                 | + 22"      |
| 7. | Lorenzo Rota          | Włochy     | Intermarché-Wanty-Gobert Matériaux | + 22"      |
| 8. | Jai Hindley           | Australia  | Team DSM                           | + 22"      |
| 9. | Giovanni Aleotti      | Włochy     | Bora-Hansgrohe                     | + 22"      |
| 10. | Tim Wellens           | Belgia     | Lotto-Soudal                       | + 26"      |

### Etap 3
| Sanok - Rzeszów | górzysty | (226,4 km) |

| \| Klasyfikacja etapu \| Klasyfikacja etapu \| Klasyfikacja etapu \| Klasyfikacja etapu \| Klasyfikacja etapu \| \| Kolarz \| Kolarz \| Państwo \| Drużyna \| Czas \| \| ------------------ \| ------------------- \| ------------------ \| ---------------------- \| ------------------ \| \| 1. \| Fernando Gaviria \| Kolumbia \| UAE Team Emirates \| 5h 18' 15" \| \| 2. \| Olav Kooij \| Holandia \| Jumbo-Visma \| + 0" \| \| 3. \| Phil Bauhaus \| Niemcy \| Bahrain Victorious \| + 0" \| \| 4. \| Max Kanter \| Niemcy \| Team DSM \| + 0" \| \| 5. \| Max Walscheid \| Niemcy \| Qhubeka NextHash \| + 0" \| \| 6. \| Jonas Rickaert \| Belgia \| Alpecin-Fenix \| + 0" \| \| 7. \| Hugo Hofstetter \| Francja \| Israel Start-Up Nation \| + 0" \| \| 8. \| Michael Schwarzmann \| Niemcy \| Bora-Hansgrohe \| + 0" \| \| 9. \| Michał Kwiatkowski \| Polska \| Ineos Grenadiers \| + 0" \| \| 10. \| John Degenkolb \| Niemcy \| Lotto-Soudal \| + 0" \| |                     |          |                        |            |
| |                     |          |                        |            |
| Źródło: ProCyclingStats |                     |          |                        |            |
| Klasyfikacja etapu |                     |          |                        |            |
| Kolarz | Kolarz              | Państwo  | Drużyna                | Czas       |
| 1. | Fernando Gaviria    | Kolumbia | UAE Team Emirates      | 5h 18' 15" |
| 2. | Olav Kooij          | Holandia | Jumbo-Visma            | + 0"       |
| 3. | Phil Bauhaus        | Niemcy   | Bahrain Victorious     | + 0"       |
| 4. | Max Kanter          | Niemcy   | Team DSM               | + 0"       |
| 5. | Max Walscheid       | Niemcy   | Qhubeka NextHash       | + 0"       |
| 6. | Jonas Rickaert      | Belgia   | Alpecin-Fenix          | + 0"       |
| 7. | Hugo Hofstetter     | Francja  | Israel Start-Up Nation | + 0"       |
| 8. | Michael Schwarzmann | Niemcy   | Bora-Hansgrohe         | + 0"       |
| 9. | Michał Kwiatkowski  | Polska   | Ineos Grenadiers       | + 0"       |
| 10. | John Degenkolb      | Niemcy   | Lotto-Soudal           | + 0"       |

| \| Klasyfikacja generalna \| Klasyfikacja generalna \| Klasyfikacja generalna \| Klasyfikacja generalna \| Klasyfikacja generalna \| \| Kolarz \| Kolarz \| Państwo \| Drużyna \| Czas \| \| ---------------------- \| ---------------------- \| ---------------------- \| ---------------------------------- \| ---------------------- \| \| 1. \| João Almeida \| Portugalia \| Deceuninck-Quick Step \| 15h 01' 02" \| \| 2. \| Diego Ulissi \| Włochy \| UAE Team Emirates \| + 4" \| \| 3. \| Matej Mohorič \| Słowenia \| Bahrain Victorious \| + 4" \| \| 4. \| Michał Kwiatkowski \| Polska \| Ineos Grenadiers \| + 11" \| \| 5. \| Mikkel Frølich Honoré \| Dania \| Deceuninck-Quick Step \| + 18" \| \| 6. \| Dylan Teuns \| Belgia \| Bahrain Victorious \| + 22" \| \| 7. \| Lorenzo Rota \| Włochy \| Intermarché-Wanty-Gobert Matériaux \| + 22" \| \| 8. \| Jai Hindley \| Australia \| Team DSM \| + 22" \| \| 9. \| Giovanni Aleotti \| Włochy \| Bora-Hansgrohe \| + 22" \| \| 10. \| Einer Rubio \| Kolumbia \| Movistar Team \| + 26" \| |                       |            |                                    |             |
| |                       |            |                                    |             |
| Źródło: ProCyclingStats |                       |            |                                    |             |
| Klasyfikacja generalna |                       |            |                                    |             |
| Kolarz | Kolarz                | Państwo    | Drużyna                            | Czas        |
| 1. | João Almeida          | Portugalia | Deceuninck-Quick Step              | 15h 01' 02" |
| 2. | Diego Ulissi          | Włochy     | UAE Team Emirates                  | + 4"        |
| 3. | Matej Mohorič         | Słowenia   | Bahrain Victorious                 | + 4"        |
| 4. | Michał Kwiatkowski    | Polska     | Ineos Grenadiers                   | + 11"       |
| 5. | Mikkel Frølich Honoré | Dania      | Deceuninck-Quick Step              | + 18"       |
| 6. | Dylan Teuns           | Belgia     | Bahrain Victorious                 | + 22"       |
| 7. | Lorenzo Rota          | Włochy     | Intermarché-Wanty-Gobert Matériaux | + 22"       |
| 8. | Jai Hindley           | Australia  | Team DSM                           | + 22"       |
| 9. | Giovanni Aleotti      | Włochy     | Bora-Hansgrohe                     | + 22"       |
| 10. | Einer Rubio           | Kolumbia   | Movistar Team                      | + 26"       |

### Etap 4
| Tarnów - Bukowina Tatrzańska | pagórkowaty | (159,9 km) |

| \| Klasyfikacja etapu \| Klasyfikacja etapu \| Klasyfikacja etapu \| Klasyfikacja etapu \| Klasyfikacja etapu \| \| Kolarz \| Kolarz \| Państwo \| Drużyna \| Czas \| \| ------------------ \| ------------------ \| ------------------ \| ---------------------------------- \| ------------------ \| \| 1. \| João Almeida \| Portugalia \| Deceuninck-Quick Step \| 3h 51' 32" \| \| 2. \| Matej Mohorič \| Słowenia \| Bahrain Victorious \| + 0" \| \| 3. \| Andrea Vendrame \| Włochy \| AG2R Citroën Team \| + 0" \| \| 4. \| Michał Kwiatkowski \| Polska \| Ineos Grenadiers \| + 0" \| \| 5. \| Dion Smith \| Nowa Zelandia \| BikeExchange \| + 0" \| \| 6. \| Jai Hindley \| Australia \| Team DSM \| + 0" \| \| 7. \| Ben Tulett \| Wielka Brytania \| Alpecin-Fenix \| + 0" \| \| 8. \| Diego Ulissi \| Włochy \| UAE Team Emirates \| + 0" \| \| 9. \| Antonio Tiberi \| Włochy \| Trek-Segafredo \| + 0" \| \| 10. \| Quinten Hermans \| Belgia \| Intermarché-Wanty-Gobert Matériaux \| + 0" \| |                    |                 |                                    |            |
| |                    |                 |                                    |            |
| Źródło: ProCyclingStats |                    |                 |                                    |            |
| Klasyfikacja etapu |                    |                 |                                    |            |
| Kolarz | Kolarz             | Państwo         | Drużyna                            | Czas       |
| 1. | João Almeida       | Portugalia      | Deceuninck-Quick Step              | 3h 51' 32" |
| 2. | Matej Mohorič      | Słowenia        | Bahrain Victorious                 | + 0"       |
| 3. | Andrea Vendrame    | Włochy          | AG2R Citroën Team                  | + 0"       |
| 4. | Michał Kwiatkowski | Polska          | Ineos Grenadiers                   | + 0"       |
| 5. | Dion Smith         | Nowa Zelandia   | BikeExchange                       | + 0"       |
| 6. | Jai Hindley        | Australia       | Team DSM                           | + 0"       |
| 7. | Ben Tulett         | Wielka Brytania | Alpecin-Fenix                      | + 0"       |
| 8. | Diego Ulissi       | Włochy          | UAE Team Emirates                  | + 0"       |
| 9. | Antonio Tiberi     | Włochy          | Trek-Segafredo                     | + 0"       |
| 10. | Quinten Hermans    | Belgia          | Intermarché-Wanty-Gobert Matériaux | + 0"       |

| \| Klasyfikacja generalna \| Klasyfikacja generalna \| Klasyfikacja generalna \| Klasyfikacja generalna \| Klasyfikacja generalna \| \| Kolarz \| Kolarz \| Państwo \| Drużyna \| Czas \| \| ---------------------- \| ---------------------- \| ---------------------- \| ---------------------------------- \| ---------------------- \| \| 1. \| João Almeida \| Portugalia \| Deceuninck-Quick Step \| 18h 52' 24" \| \| 2. \| Matej Mohorič \| Słowenia \| Bahrain Victorious \| + 8" \| \| 3. \| Diego Ulissi \| Włochy \| UAE Team Emirates \| + 14" \| \| 4. \| Michał Kwiatkowski \| Polska \| Ineos Grenadiers \| + 21" \| \| 5. \| Jai Hindley \| Australia \| Team DSM \| + 32" \| \| 6. \| Dylan Teuns \| Belgia \| Bahrain Victorious \| + 32" \| \| 7. \| Lorenzo Rota \| Włochy \| Intermarché-Wanty-Gobert Matériaux \| + 32" \| \| 8. \| Giovanni Aleotti \| Włochy \| Bora-Hansgrohe \| + 32" \| \| 9. \| Einer Rubio \| Kolumbia \| Movistar Team \| + 36" \| \| 10. \| Tim Wellens \| Belgia \| Lotto-Soudal \| + 36" \| |                    |            |                                    |             |
| |                    |            |                                    |             |
| Źródło: ProCyclingStats |                    |            |                                    |             |
| Klasyfikacja generalna |                    |            |                                    |             |
| Kolarz | Kolarz             | Państwo    | Drużyna                            | Czas        |
| 1. | João Almeida       | Portugalia | Deceuninck-Quick Step              | 18h 52' 24" |
| 2. | Matej Mohorič      | Słowenia   | Bahrain Victorious                 | + 8"        |
| 3. | Diego Ulissi       | Włochy     | UAE Team Emirates                  | + 14"       |
| 4. | Michał Kwiatkowski | Polska     | Ineos Grenadiers                   | + 21"       |
| 5. | Jai Hindley        | Australia  | Team DSM                           | + 32"       |
| 6. | Dylan Teuns        | Belgia     | Bahrain Victorious                 | + 32"       |
| 7. | Lorenzo Rota       | Włochy     | Intermarché-Wanty-Gobert Matériaux | + 32"       |
| 8. | Giovanni Aleotti   | Włochy     | Bora-Hansgrohe                     | + 32"       |
| 9. | Einer Rubio        | Kolumbia   | Movistar Team                      | + 36"       |
| 10. | Tim Wellens        | Belgia     | Lotto-Soudal                       | + 36"       |

### Etap 5
| Chochołów - Bielsko-Biała | pagórkowaty | (172,8 km) |

| \| Klasyfikacja etapu \| Klasyfikacja etapu \| Klasyfikacja etapu \| Klasyfikacja etapu \| Klasyfikacja etapu \| \| Kolarz \| Kolarz \| Państwo \| Drużyna \| Czas \| \| ------------------ \| --------------------- \| ------------------ \| ---------------------------------- \| ------------------ \| \| 1. \| Nikias Arndt \| Niemcy \| Team DSM \| 4h 02' 20" \| \| 2. \| Matej Mohorič \| Słowenia \| Bahrain Victorious \| + 0" \| \| 3. \| Stefano Oldani \| Włochy \| Lotto-Soudal \| + 0" \| \| 4. \| João Almeida \| Portugalia \| Deceuninck-Quick Step \| + 0" \| \| 5. \| Diego Ulissi \| Włochy \| UAE Team Emirates \| + 0" \| \| 6. \| Quinten Hermans \| Belgia \| Intermarché-Wanty-Gobert Matériaux \| + 0" \| \| 7. \| David Dekker \| Holandia \| Jumbo-Visma \| + 0" \| \| 8. \| Jake Stewart \| Wielka Brytania \| Groupama-FDJ \| + 0" \| \| 9. \| Andrea Vendrame \| Włochy \| AG2R Citroën Team \| + 0" \| \| 10. \| Mikkel Frølich Honoré \| Dania \| Deceuninck-Quick Step \| + 0" \| |                       |                 |                                    |            |
| |                       |                 |                                    |            |
| Źródło: ProCyclingStats |                       |                 |                                    |            |
| Klasyfikacja etapu |                       |                 |                                    |            |
| Kolarz | Kolarz                | Państwo         | Drużyna                            | Czas       |
| 1. | Nikias Arndt          | Niemcy          | Team DSM                           | 4h 02' 20" |
| 2. | Matej Mohorič         | Słowenia        | Bahrain Victorious                 | + 0"       |
| 3. | Stefano Oldani        | Włochy          | Lotto-Soudal                       | + 0"       |
| 4. | João Almeida          | Portugalia      | Deceuninck-Quick Step              | + 0"       |
| 5. | Diego Ulissi          | Włochy          | UAE Team Emirates                  | + 0"       |
| 6. | Quinten Hermans       | Belgia          | Intermarché-Wanty-Gobert Matériaux | + 0"       |
| 7. | David Dekker          | Holandia        | Jumbo-Visma                        | + 0"       |
| 8. | Jake Stewart          | Wielka Brytania | Groupama-FDJ                       | + 0"       |
| 9. | Andrea Vendrame       | Włochy          | AG2R Citroën Team                  | + 0"       |
| 10. | Mikkel Frølich Honoré | Dania           | Deceuninck-Quick Step              | + 0"       |

| \| Klasyfikacja generalna \| Klasyfikacja generalna \| Klasyfikacja generalna \| Klasyfikacja generalna \| Klasyfikacja generalna \| \| Kolarz \| Kolarz \| Państwo \| Drużyna \| Czas \| \| ---------------------- \| ---------------------- \| ---------------------- \| ---------------------------------- \| ---------------------- \| \| 1. \| João Almeida \| Portugalia \| Deceuninck-Quick Step \| 22h 54' 44" \| \| 2. \| Matej Mohorič \| Słowenia \| Bahrain Victorious \| + 2" \| \| 3. \| Diego Ulissi \| Włochy \| UAE Team Emirates \| + 14" \| \| 4. \| Michał Kwiatkowski \| Polska \| Ineos Grenadiers \| + 21" \| \| 5. \| Lorenzo Rota \| Włochy \| Intermarché-Wanty-Gobert Matériaux \| + 32" \| \| 6. \| Giovanni Aleotti \| Włochy \| Bora-Hansgrohe \| + 32" \| \| 7. \| Dylan Teuns \| Belgia \| Bahrain Victorious \| + 32" \| \| 8. \| Einer Rubio \| Kolumbia \| Movistar Team \| + 36" \| \| 9. \| Tim Wellens \| Belgia \| Lotto-Soudal \| + 36" \| \| 10. \| Mikkel Frølich Honoré \| Dania \| Deceuninck-Quick Step \| + 37" \| |                       |            |                                    |             |
| |                       |            |                                    |             |
| Źródło: ProCyclingStats |                       |            |                                    |             |
| Klasyfikacja generalna |                       |            |                                    |             |
| Kolarz | Kolarz                | Państwo    | Drużyna                            | Czas        |
| 1. | João Almeida          | Portugalia | Deceuninck-Quick Step              | 22h 54' 44" |
| 2. | Matej Mohorič         | Słowenia   | Bahrain Victorious                 | + 2"        |
| 3. | Diego Ulissi          | Włochy     | UAE Team Emirates                  | + 14"       |
| 4. | Michał Kwiatkowski    | Polska     | Ineos Grenadiers                   | + 21"       |
| 5. | Lorenzo Rota          | Włochy     | Intermarché-Wanty-Gobert Matériaux | + 32"       |
| 6. | Giovanni Aleotti      | Włochy     | Bora-Hansgrohe                     | + 32"       |
| 7. | Dylan Teuns           | Belgia     | Bahrain Victorious                 | + 32"       |
| 8. | Einer Rubio           | Kolumbia   | Movistar Team                      | + 36"       |
| 9. | Tim Wellens           | Belgia     | Lotto-Soudal                       | + 36"       |
| 10. | Mikkel Frølich Honoré | Dania      | Deceuninck-Quick Step              | + 37"       |

### Etap 6
| Katowice - Katowice | jazda indywidualna na czas | (19,1 km) |

| \| Klasyfikacja etapu \| Klasyfikacja etapu \| Klasyfikacja etapu \| Klasyfikacja etapu \| Klasyfikacja etapu \| \| Kolarz \| Kolarz \| Państwo \| Drużyna \| Czas \| \| ------------------ \| --------------------- \| ------------------ \| ---------------------- \| ------------------ \| \| 1. \| Rémi Cavagna \| Francja \| Deceuninck-Quick Step \| 22' 11" \| \| 2. \| João Almeida \| Portugalia \| Deceuninck-Quick Step \| + 13" \| \| 3. \| Maciej Bodnar \| Polska \| Bora-Hansgrohe \| + 16" \| \| 4. \| Mikkel Bjerg \| Dania \| UAE Team Emirates \| + 18" \| \| 5. \| Michał Kwiatkowski \| Polska \| Ineos Grenadiers \| + 18" \| \| 6. \| Max Walscheid \| Niemcy \| Qhubeka NextHash \| + 21" \| \| 7. \| Nikias Arndt \| Niemcy \| Team DSM \| + 27" \| \| 8. \| Mikkel Frølich Honoré \| Dania \| Deceuninck-Quick Step \| + 28" \| \| 9. \| Matej Mohorič \| Słowenia \| Bahrain Victorious \| + 31" \| \| 10. \| Matthias Brändle \| Austria \| Israel Start-Up Nation \| + 32" \| |                       |            |                        |         |
| |                       |            |                        |         |
| Źródło: ProCyclingStats |                       |            |                        |         |
| Klasyfikacja etapu |                       |            |                        |         |
| Kolarz | Kolarz                | Państwo    | Drużyna                | Czas    |
| 1. | Rémi Cavagna          | Francja    | Deceuninck-Quick Step  | 22' 11" |
| 2. | João Almeida          | Portugalia | Deceuninck-Quick Step  | + 13"   |
| 3. | Maciej Bodnar         | Polska     | Bora-Hansgrohe         | + 16"   |
| 4. | Mikkel Bjerg          | Dania      | UAE Team Emirates      | + 18"   |
| 5. | Michał Kwiatkowski    | Polska     | Ineos Grenadiers       | + 18"   |
| 6. | Max Walscheid         | Niemcy     | Qhubeka NextHash       | + 21"   |
| 7. | Nikias Arndt          | Niemcy     | Team DSM               | + 27"   |
| 8. | Mikkel Frølich Honoré | Dania      | Deceuninck-Quick Step  | + 28"   |
| 9. | Matej Mohorič         | Słowenia   | Bahrain Victorious     | + 31"   |
| 10. | Matthias Brändle      | Austria    | Israel Start-Up Nation | + 32"   |

| \| Klasyfikacja generalna \| Klasyfikacja generalna \| Klasyfikacja generalna \| Klasyfikacja generalna \| Klasyfikacja generalna \| \| Kolarz \| Kolarz \| Państwo \| Drużyna \| Czas \| \| ---------------------- \| ---------------------- \| ---------------------- \| ---------------------- \| ---------------------- \| \| 1. \| João Almeida \| Portugalia \| Deceuninck-Quick Step \| 23h 17' 07" \| \| 2. \| Matej Mohorič \| Słowenia \| Bahrain Victorious \| + 20" \| \| 3. \| Michał Kwiatkowski \| Polska \| Ineos Grenadiers \| + 27" \| \| 4. \| Diego Ulissi \| Włochy \| UAE Team Emirates \| + 37" \| \| 5. \| Mikkel Frølich Honoré \| Dania \| Deceuninck-Quick Step \| + 53" \| \| 6. \| Tim Wellens \| Belgia \| Lotto-Soudal \| + 57" \| \| 7. \| Jai Hindley \| Australia \| Team DSM \| + 1' 06" \| \| 8. \| Dylan Teuns \| Belgia \| Bahrain Victorious \| + 1' 25" \| \| 9. \| Ben Tulett \| Wielka Brytania \| Alpecin-Fenix \| + 1' 28" \| \| 10. \| Pascal Eenkhoorn \| Holandia \| Jumbo-Visma \| + 1' 30" \| |                       |                 |                       |             |
| |                       |                 |                       |             |
| Źródło: ProCyclingStats |                       |                 |                       |             |
| Klasyfikacja generalna |                       |                 |                       |             |
| Kolarz | Kolarz                | Państwo         | Drużyna               | Czas        |
| 1. | João Almeida          | Portugalia      | Deceuninck-Quick Step | 23h 17' 07" |
| 2. | Matej Mohorič         | Słowenia        | Bahrain Victorious    | + 20"       |
| 3. | Michał Kwiatkowski    | Polska          | Ineos Grenadiers      | + 27"       |
| 4. | Diego Ulissi          | Włochy          | UAE Team Emirates     | + 37"       |
| 5. | Mikkel Frølich Honoré | Dania           | Deceuninck-Quick Step | + 53"       |
| 6. | Tim Wellens           | Belgia          | Lotto-Soudal          | + 57"       |
| 7. | Jai Hindley           | Australia       | Team DSM              | + 1' 06"    |
| 8. | Dylan Teuns           | Belgia          | Bahrain Victorious    | + 1' 25"    |
| 9. | Ben Tulett            | Wielka Brytania | Alpecin-Fenix         | + 1' 28"    |
| 10. | Pascal Eenkhoorn      | Holandia        | Jumbo-Visma           | + 1' 30"    |

### Etap 7
| Zabrze - Kraków | płaski | (145,1 km) |

| \| Klasyfikacja etapu \| Klasyfikacja etapu \| Klasyfikacja etapu \| Klasyfikacja etapu \| Klasyfikacja etapu \| \| Kolarz \| Kolarz \| Państwo \| Drużyna \| Czas \| \| ------------------ \| ------------------- \| ------------------ \| ---------------------- \| ------------------ \| \| 1. \| Julius van den Berg \| Holandia \| EF Education-Nippo \| 2h 58' 46" \| \| 2. \| Alexis Renard \| Francja \| Israel Start-Up Nation \| + 0" \| \| 3. \| Matteo Jorgenson \| Stany Zjednoczone \| Movistar Team \| + 0" \| \| 4. \| Gianni Moscon \| Włochy \| Ineos Grenadiers \| + 0" \| \| 5. \| Álvaro Hodeg \| Kolumbia \| Deceuninck-Quick Step \| + 3" \| \| 6. \| Fernando Gaviria \| Kolumbia \| UAE Team Emirates \| + 3" \| \| 7. \| Olav Kooij \| Holandia \| Jumbo-Visma \| + 3" \| \| 8. \| John Degenkolb \| Niemcy \| Lotto-Soudal \| + 3" \| \| 9. \| Phil Bauhaus \| Niemcy \| Bahrain Victorious \| + 3" \| \| 10. \| Lionel Taminiaux \| Belgia \| Alpecin-Fenix \| + 3" \| |                     |                   |                        |            |
| |                     |                   |                        |            |
| Źródło: ProCyclingStats |                     |                   |                        |            |
| Klasyfikacja etapu |                     |                   |                        |            |
| Kolarz | Kolarz              | Państwo           | Drużyna                | Czas       |
| 1. | Julius van den Berg | Holandia          | EF Education-Nippo     | 2h 58' 46" |
| 2. | Alexis Renard       | Francja           | Israel Start-Up Nation | + 0"       |
| 3. | Matteo Jorgenson    | Stany Zjednoczone | Movistar Team          | + 0"       |
| 4. | Gianni Moscon       | Włochy            | Ineos Grenadiers       | + 0"       |
| 5. | Álvaro Hodeg        | Kolumbia          | Deceuninck-Quick Step  | + 3"       |
| 6. | Fernando Gaviria    | Kolumbia          | UAE Team Emirates      | + 3"       |
| 7. | Olav Kooij          | Holandia          | Jumbo-Visma            | + 3"       |
| 8. | John Degenkolb      | Niemcy            | Lotto-Soudal           | + 3"       |
| 9. | Phil Bauhaus        | Niemcy            | Bahrain Victorious     | + 3"       |
| 10. | Lionel Taminiaux    | Belgia            | Alpecin-Fenix          | + 3"       |

## Klasyfikacje

### Klasyfikacja generalna
| \| Klasyfikacja generalna \| Klasyfikacja generalna \| Klasyfikacja generalna \| Klasyfikacja generalna \| Klasyfikacja generalna \| \| Kolarz \| Kolarz \| Państwo \| Drużyna \| Czas \| \| ---------------------- \| ---------------------- \| ---------------------- \| ---------------------- \| ---------------------- \| \| 1. \| João Almeida \| Portugalia \| Deceuninck-Quick Step \| 26h 15' 53" \| \| 2. \| Matej Mohorič \| Słowenia \| Bahrain Victorious \| + 20" \| \| 3. \| Michał Kwiatkowski \| Polska \| Ineos Grenadiers \| + 27" \| \| 4. \| Diego Ulissi \| Włochy \| UAE Team Emirates \| + 37" \| \| 5. \| Mikkel Frølich Honoré \| Dania \| Deceuninck-Quick Step \| + 53" \| \| 6. \| Tim Wellens \| Belgia \| Lotto-Soudal \| + 57" \| \| 7. \| Jai Hindley \| Australia \| Team DSM \| + 1' 06" \| \| 8. \| Dylan Teuns \| Belgia \| Bahrain Victorious \| + 1' 25" \| \| 9. \| Ben Tulett \| Wielka Brytania \| Alpecin-Fenix \| + 1' 28" \| \| 10. \| Pascal Eenkhoorn \| Holandia \| Jumbo-Visma \| + 1' 30" \| |                       |                 |                       |             |
| |                       |                 |                       |             |
| Źródło: ProCyclingStats |                       |                 |                       |             |
| Klasyfikacja generalna |                       |                 |                       |             |
| Kolarz | Kolarz                | Państwo         | Drużyna               | Czas        |
| 1. | João Almeida          | Portugalia      | Deceuninck-Quick Step | 26h 15' 53" |
| 2. | Matej Mohorič         | Słowenia        | Bahrain Victorious    | + 20"       |
| 3. | Michał Kwiatkowski    | Polska          | Ineos Grenadiers      | + 27"       |
| 4. | Diego Ulissi          | Włochy          | UAE Team Emirates     | + 37"       |
| 5. | Mikkel Frølich Honoré | Dania           | Deceuninck-Quick Step | + 53"       |
| 6. | Tim Wellens           | Belgia          | Lotto-Soudal          | + 57"       |
| 7. | Jai Hindley           | Australia       | Team DSM              | + 1' 06"    |
| 8. | Dylan Teuns           | Belgia          | Bahrain Victorious    | + 1' 25"    |
| 9. | Ben Tulett            | Wielka Brytania | Alpecin-Fenix         | + 1' 28"    |
| 10. | Pascal Eenkhoorn      | Holandia        | Jumbo-Visma           | + 1' 30"    |

| Klasyfikacja sprinterska | Klasyfikacja sprinterska | Klasyfikacja sprinterska | Klasyfikacja sprinterska | Klasyfikacja sprinterska |
| Kolarz                   | Kolarz                   | Państwo                  | Drużyna                  | Punkty                   |
| ------------------------ | ------------------------ | ------------------------ | ------------------------ | ------------------------ |
| 1.                       | João Almeida             | Portugalia               | Deceuninck-Quick Step    | 84 pkt                   |
| 2.                       | Michał Kwiatkowski       | Polska                   | Ineos Grenadiers         | 83 pkt                   |
| 3.                       | Matej Mohorič            | Słowenia                 | Bahrain Victorious       | 80 pkt                   |
| 4.                       | Diego Ulissi             | Włochy                   | UAE Team Emirates        | 69 pkt                   |
| 5.                       | Phil Bauhaus             | Niemcy                   | Bahrain Victorious       | 50 pkt                   |
| 6.                       | Mikkel Frølich Honoré    | Dania                    | Deceuninck-Quick Step    | 47 pkt                   |
| 7.                       | Hugo Hofstetter          | Francja                  | Israel Start-Up Nation   | 42 pkt                   |
| 8.                       | Dion Smith               | Nowa Zelandia            | BikeExchange             | 38 pkt                   |
| 9.                       | Tim Wellens              | Belgia                   | Lotto-Soudal             | 36 pkt                   |
| 10.                      | David Dekker             | Holandia                 | Jumbo-Visma              | 36 pkt                   |

| Klasyfikacja sprinterska | Klasyfikacja sprinterska | Klasyfikacja sprinterska | Klasyfikacja sprinterska | Klasyfikacja sprinterska |
| Kolarz                   | Kolarz                   | Państwo                  | Drużyna                  | Punkty                   |
| ------------------------ | ------------------------ | ------------------------ | ------------------------ | ------------------------ |
| 1.                       | João Almeida             | Portugalia               | Deceuninck-Quick Step    | 84 pkt                   |
| 2.                       | Michał Kwiatkowski       | Polska                   | Ineos Grenadiers         | 83 pkt                   |
| 3.                       | Matej Mohorič            | Słowenia                 | Bahrain Victorious       | 80 pkt                   |
| 4.                       | Diego Ulissi             | Włochy                   | UAE Team Emirates        | 69 pkt                   |
| 5.                       | Phil Bauhaus             | Niemcy                   | Bahrain Victorious       | 50 pkt                   |
| 6.                       | Mikkel Frølich Honoré    | Dania                    | Deceuninck-Quick Step    | 47 pkt                   |
| 7.                       | Hugo Hofstetter          | Francja                  | Israel Start-Up Nation   | 42 pkt                   |
| 8.                       | Dion Smith               | Nowa Zelandia            | BikeExchange             | 38 pkt                   |
| 9.                       | Tim Wellens              | Belgia                   | Lotto-Soudal             | 36 pkt                   |
| 10.                      | David Dekker             | Holandia                 | Jumbo-Visma              | 36 pkt                   |

| Klasyfikacja górska | Klasyfikacja górska | Klasyfikacja górska | Klasyfikacja górska | Klasyfikacja górska |
| Kolarz              | Kolarz              | Państwo             | Drużyna             | Punkty              |
| ------------------- | ------------------- | ------------------- | ------------------- | ------------------- |
| 1.                  | Łukasz Owsian       | Polska              | Polska              | 50 pkt              |
| 2.                  | Emīls Liepiņš       | Łotwa               | Trek-Segafredo      | 30 pkt              |
| 3.                  | Jonas Rickaert      | Belgia              | Alpecin-Fenix       | 22 pkt              |
| 4.                  | Daniel Arroyave     | Kolumbia            | EF Education-Nippo  | 22 pkt              |
| 5.                  | Jewgienij Fiodorow  | Kazachstan          | Astana-Premier Tech | 9 pkt               |
| 6.                  | Michał Paluta       | Polska              | Global 6 Cycling    | 8 pkt               |
| 7.                  | Attila Valter       | Węgry               | Groupama-FDJ        | 6 pkt               |
| 8.                  | Lukas Pöstlberger   | Austria             | Bora-Hansgrohe      | 5 pkt               |
| 9.                  | Filippo Conca       | Włochy              | Lotto-Soudal        | 5 pkt               |
| 10.                 | Marco Canola        | Włochy              | Gazprom-RusVelo     | 5 pkt               |

| Klasyfikacja górska | Klasyfikacja górska | Klasyfikacja górska | Klasyfikacja górska | Klasyfikacja górska |
| Kolarz              | Kolarz              | Państwo             | Drużyna             | Punkty              |
| ------------------- | ------------------- | ------------------- | ------------------- | ------------------- |
| 1.                  | Łukasz Owsian       | Polska              | Polska              | 50 pkt              |
| 2.                  | Emīls Liepiņš       | Łotwa               | Trek-Segafredo      | 30 pkt              |
| 3.                  | Jonas Rickaert      | Belgia              | Alpecin-Fenix       | 22 pkt              |
| 4.                  | Daniel Arroyave     | Kolumbia            | EF Education-Nippo  | 22 pkt              |
| 5.                  | Jewgienij Fiodorow  | Kazachstan          | Astana-Premier Tech | 9 pkt               |
| 6.                  | Michał Paluta       | Polska              | Global 6 Cycling    | 8 pkt               |
| 7.                  | Attila Valter       | Węgry               | Groupama-FDJ        | 6 pkt               |
| 8.                  | Lukas Pöstlberger   | Austria             | Bora-Hansgrohe      | 5 pkt               |
| 9.                  | Filippo Conca       | Włochy              | Lotto-Soudal        | 5 pkt               |
| 10.                 | Marco Canola        | Włochy              | Gazprom-RusVelo     | 5 pkt               |

| Klasyfikacja najaktywniejszych | Klasyfikacja najaktywniejszych | Klasyfikacja najaktywniejszych | Klasyfikacja najaktywniejszych     | Klasyfikacja najaktywniejszych |
| Kolarz                         | Kolarz                         | Państwo                        | Drużyna                            | Punkty                         |
| ------------------------------ | ------------------------------ | ------------------------------ | ---------------------------------- | ------------------------------ |
| 1.                             | Taco van der Hoorn             | Holandia                       | Intermarché-Wanty-Gobert Matériaux | 14 pkt                         |
| 2.                             | Jewgienij Fiodorow             | Kazachstan                     | Astana-Premier Tech                | 6 pkt                          |
| 3.                             | Edward Theuns                  | Belgia                         | Trek-Segafredo                     | 5 pkt                          |
| 4.                             | Daniel Arroyave                | Kolumbia                       | EF Education-Nippo                 | 4 pkt                          |
| 5.                             | Gabriel Cullaigh               | Wielka Brytania                | Movistar Team                      | 4 pkt                          |
| 6.                             | Michał Paluta                  | Polska                         | Polska                             | 4 pkt                          |
| 7.                             | Michał Kwiatkowski             | Polska                         | Ineos Grenadiers                   | 3 pkt                          |
| 8.                             | Quinten Hermans                | Belgia                         | Intermarché-Wanty-Gobert Matériaux | 3 pkt                          |
| 9.                             | Julius van den Berg            | Holandia                       | EF Education-Nippo                 | 3 pkt                          |
| 10.                            | Norman Vahtra                  | Estonia                        | Israel Start-Up Nation             | 3 pkt                          |

| Klasyfikacja najaktywniejszych | Klasyfikacja najaktywniejszych | Klasyfikacja najaktywniejszych | Klasyfikacja najaktywniejszych     | Klasyfikacja najaktywniejszych |
| Kolarz                         | Kolarz                         | Państwo                        | Drużyna                            | Punkty                         |
| ------------------------------ | ------------------------------ | ------------------------------ | ---------------------------------- | ------------------------------ |
| 1.                             | Taco van der Hoorn             | Holandia                       | Intermarché-Wanty-Gobert Matériaux | 14 pkt                         |
| 2.                             | Jewgienij Fiodorow             | Kazachstan                     | Astana-Premier Tech                | 6 pkt                          |
| 3.                             | Edward Theuns                  | Belgia                         | Trek-Segafredo                     | 5 pkt                          |
| 4.                             | Daniel Arroyave                | Kolumbia                       | EF Education-Nippo                 | 4 pkt                          |
| 5.                             | Gabriel Cullaigh               | Wielka Brytania                | Movistar Team                      | 4 pkt                          |
| 6.                             | Michał Paluta                  | Polska                         | Polska                             | 4 pkt                          |
| 7.                             | Michał Kwiatkowski             | Polska                         | Ineos Grenadiers                   | 3 pkt                          |
| 8.                             | Quinten Hermans                | Belgia                         | Intermarché-Wanty-Gobert Matériaux | 3 pkt                          |
| 9.                             | Julius van den Berg            | Holandia                       | EF Education-Nippo                 | 3 pkt                          |
| 10.                            | Norman Vahtra                  | Estonia                        | Israel Start-Up Nation             | 3 pkt                          |

| Klasyfikacja drużynowa | Klasyfikacja drużynowa             | Klasyfikacja drużynowa | Klasyfikacja drużynowa |
| Drużyna                | Drużyna                            | Państwo                | Czas                   |
| ---------------------- | ---------------------------------- | ---------------------- | ---------------------- |
| 1.                     | Deceuninck-Quick Step              | Belgia                 | 78h 51' 42"            |
| 2.                     | Alpecin-Fenix                      | Belgia                 | + 1' 52"               |
| 3.                     | Intermarché-Wanty-Gobert Matériaux | Belgia                 | + 2' 20"               |
| 4.                     | Lotto Soudal                       | Belgia                 | + 2' 21"               |
| 5.                     | AG2R La Mondiale                   | Francja                | + 3' 06"               |
| 6.                     | Team BikeExchange                  | Australia              | + 3' 06"               |
| 7.                     | Movistar Team                      | Hiszpania              | + 6' 14"               |
| 8.                     | Jumbo-Visma                        | Holandia               | + 7' 30"               |
| 9.                     | Astana-Premier Tech                | Kazachstan             | + 7' 55"               |
| 10.                    | Team DSM                           | Niemcy                 | + 9' 59"               |

| Klasyfikacja drużynowa | Klasyfikacja drużynowa             | Klasyfikacja drużynowa | Klasyfikacja drużynowa |
| Drużyna                | Drużyna                            | Państwo                | Czas                   |
| ---------------------- | ---------------------------------- | ---------------------- | ---------------------- |
| 1.                     | Deceuninck-Quick Step              | Belgia                 | 78h 51' 42"            |
| 2.                     | Alpecin-Fenix                      | Belgia                 | + 1' 52"               |
| 3.                     | Intermarché-Wanty-Gobert Matériaux | Belgia                 | + 2' 20"               |
| 4.                     | Lotto Soudal                       | Belgia                 | + 2' 21"               |
| 5.                     | AG2R La Mondiale                   | Francja                | + 3' 06"               |
| 6.                     | Team BikeExchange                  | Australia              | + 3' 06"               |
| 7.                     | Movistar Team                      | Hiszpania              | + 6' 14"               |
| 8.                     | Jumbo-Visma                        | Holandia               | + 7' 30"               |
| 9.                     | Astana-Premier Tech                | Kazachstan             | + 7' 55"               |
| 10.                    | Team DSM                           | Niemcy                 | + 9' 59"               |

### Liderzy klasyfikacji
| Etap   |                            | Pierwsze miejsce _  | Klasyfikacja generalna | Górska        | Sprinterska        | Najaktywniejszych  | Drużynowa _                        | Krajowa _          |
| ------ | -------------------------- | ------------------- | ---------------------- | ------------- | ------------------ | ------------------ | ---------------------------------- | ------------------ |
| 1      | pagórkowaty                | Phil Bauhaus        | Phil Bauhaus           | Michał Paluta | Phil Bauhaus       | Jewgienij Fiodorow | Bahrain Victorious                 | Michał Kwiatkowski |
| 2      | pagórkowaty                | João Almeida        | João Almeida           | Michał Paluta | Matej Mohorič      | Jewgienij Fiodorow | Intermarché-Wanty-Gobert Matériaux | Michał Kwiatkowski |
| 3      | górzysty                   | Fernando Gaviria    | João Almeida           | Łukasz Owsian | Michał Kwiatkowski | Taco van der Hoorn | Intermarché-Wanty-Gobert Matériaux | Michał Kwiatkowski |
| 4      | pagórkowaty                | João Almeida        | João Almeida           | Łukasz Owsian | Michał Kwiatkowski | Taco van der Hoorn | Intermarché-Wanty-Gobert Matériaux | Michał Kwiatkowski |
| 5      | pagórkowaty                | Nikias Arndt        | João Almeida           | Łukasz Owsian | Matej Mohorič      | Taco van der Hoorn | Intermarché-Wanty-Gobert Matériaux | Michał Kwiatkowski |
| 6      | jazda indywidualna na czas | Rémi Cavagna        | João Almeida           | Łukasz Owsian | João Almeida       | Taco van der Hoorn | Deceuninck-Quick Step              | Michał Kwiatkowski |
| 7      | płaski                     | Julius van den Berg | João Almeida           | Łukasz Owsian | João Almeida       | Taco van der Hoorn | Deceuninck-Quick Step              | Michał Kwiatkowski |
| Koniec | Koniec                     |                     | João Almeida           | Łukasz Owsian | João Almeida       | Taco van der Hoorn | Deceuninck-Quick Step              | Michał Kwiatkowski |